# Centris intermixta
Centris intermixta är en biart som beskrevs av Heinrich Friese 1900. Centris intermixta ingår i släktet Centris och familjen långtungebin. Inga underarter finns listade.